# Рудня (Швабский сельсовет)
Рудня (бел. Ру́дня) — деревня в Логойском районе Минской области Республики Беларусь. В составе Швабского сельсовета.

## История
До начала Великой отечественной войны в деревне числилось 242 человека и 57 домов.
В 1943 году, во время Великой отечественной войны, была сожжена немецкими захватчиками.

## Население
- 2009 год — 14 жителей (перепись населения)[3]